# Escuelas Públicas del Distrito de Columbia
Las Escuelas Públicas del Distrito de Columbia (EPDC) (District of Columbia Public Schools, DCPS en inglés) es el distrito escolar del Washington D. C. (Distrito de Columbia), Estados Unidos.

## Escuelas

### Escuelas secundarias
- Anacostia High School

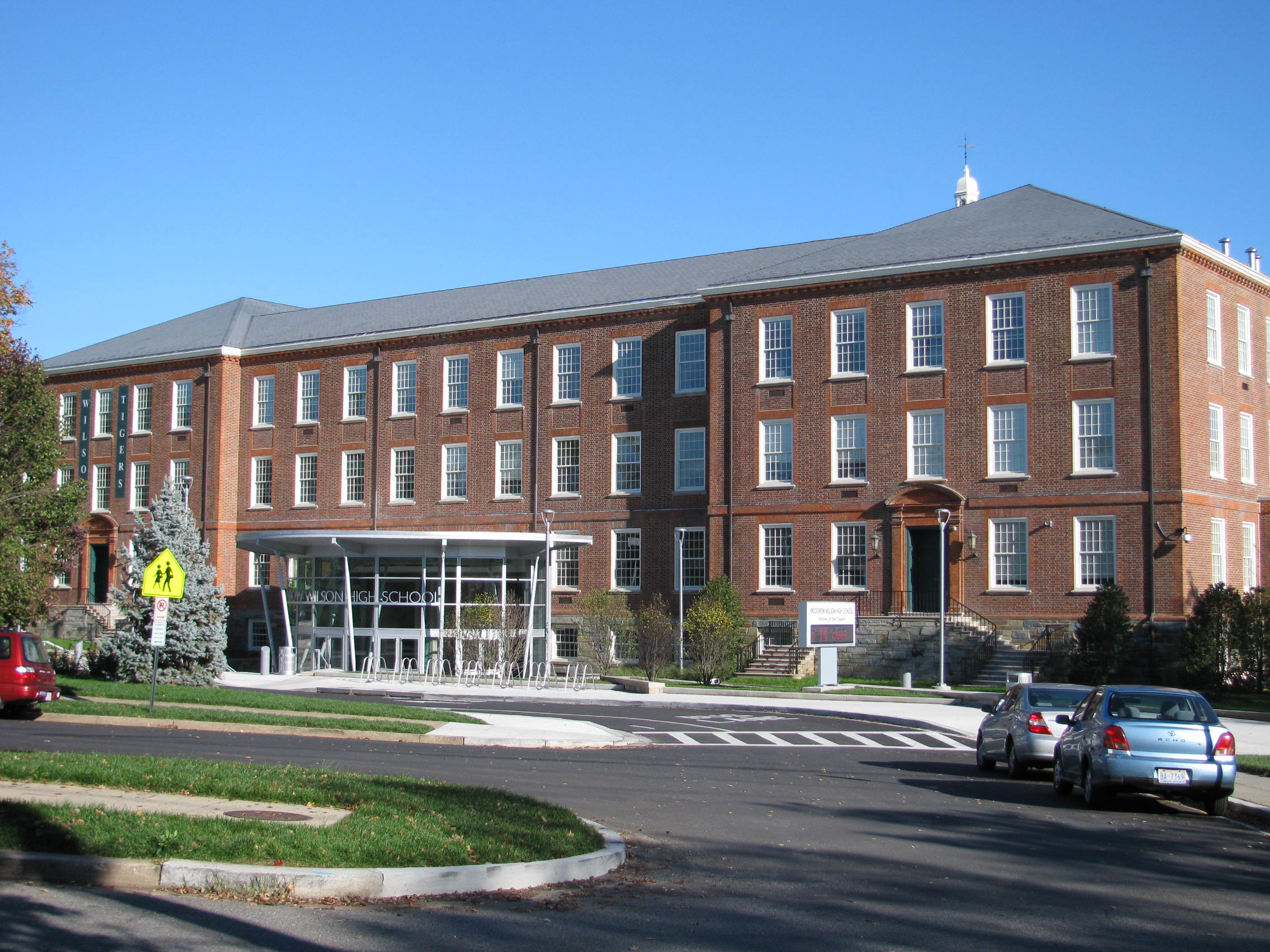
Woodrow Wilson High School

- Associates For Renewal In Education Public Charter School (PSC)
- Ballou High School
- Banneker High School
- Bell Multicultural High School
- Booker T. Washington Public Charter School
- Business & Finance School-Within-a-School Charter (SWSC) Woodson
- Cardozo High School
- Cesar Chavez Public Policy PCS
- Choice Senior High School Program
- Calvin Coolidge High School
- Dunbar High School
- Eastern High School
- Duke Ellington School of the Arts
- Howard D. Woodson High School
- Integrated Design Electronics Academy PCS
- José-Arz Academy PCS
- Kamit Institute PCS
- Marriott Hospitality PCS
- Maya Angelou PCS--Evans campus
- Maya Angelou PCS--Shaw campus
- McKinley Technology High School
- Luke C. Moore Academy Senior High School
- Next Step PCS
- Pre-Engineering SWSC Dunbar
- Theodore Roosevelt High School
- School Without Walls
- Joel Elias Springarn High School
- Washington Center Special Education
- M.M. Washington Career High School
- Washington Math/Science/Technology PCS
- Woodrow Wilson Senior High School